# Білоберізка
Білобері́зка — село в Україні, у Білоберізькій сільській територіальній громаді Верховинського району Івано-Франківської області.
Голова громади — Іванюк Дмитро Дмитрович, секретар сільської ради — Шарабуряк Любов, заступник сільського голови — Пилип'юк Василь.

## Історія
Інтенсивне залюднення Верховинщини припадає на XVII—XVIII століття. Масове освоєння цих земель пояснюється припливом втікачів з низинних районів Прикарпаття, які не хотіли терпіти феодальної експлуатації, а тому йшли в гори і там осідали.
Карпатські гори і полонини на той час стали опорним пунктом карпатських опришків. Під захистом народних месників новоприбульці без побоювань, що їх можуть повернути назад, стали заводитись власними господарствами, поклавши початок новим селам. До того ж вільні долини Білого і Чорного Черемошів мали гарні пасовища для ведення скотарства.
Отже, природні умови і соціальний гніт зумовили появу нових сіл, серед них і Білоберізки. Білоберізка вперше знадується в документах у 1669 році.
12 червня 2020 року, відповідно до Розпорядження Кабінету Міністрів України  № 714-р «Про визначення адміністративних центрів та затвердження територій територіальних громад Івано-Франківської області», увійшло до складу Білоберізької сільської громади.
19 липня 2020 року, в результаті адміністративно-територіальної реформи та ліквідації Верховинського району, село увійшло до складу новоутвореного Верховинського району.

## Географія
Село підпорядковане Білоберізькій сільській об'єднаній територіальній громаді, утворена 2 жовтня 2015 року шляхом об'єднання Білоберізької, Устеріківської та Хороцівської сільських рад Верховинського району. 
Кількість присілків 14, а саме: Центр, Запотік, Михайлуші, Циркалаші, Паркан, Плаїк, Гайваси, Штефлики, Буковець, Закуток, Поля, Ціви, Пасічне, Заверх. Найбільший — Пасічне.
Село Білоберізка розміщене на лівому березі річки Черемош.
Висота над рівнем моря — 790 м.
Село розташоване на Галичині, за 33 км від районного центру — смт. Верховина, за 124 км до обласного центу — м. Івано-Франківськ. Найближча залізнична станція — м. Вижниця, за 25 км. Білоберізка знаходиться в нижній частині течії річки Черемош.
Середня висота села над рівнем моря 600—800 м. над р. м. Середня протяжність села: з півдня на північ — 6 км, із заходу на схід — 11 км.
Село Білоберізка розташоване у річковій долині Покутсько-Буковинських Карпат. Воно оточене горами Кичерою, Солотвиною, Госеминою, Лисенкою і Петрашевою горою. В селі протікає річка Черемош, у яку впадають Млинський і Сухий потоки, Чорна Поточина та потік з Мочери. На потоці Млинському розташований Млинський водоспад, а в хуторі Ціви — водоспад Ціви.
Клімат — помірно-континентальний. Середня температура січня −8 °C, липня +19 °C. Середня кількість опадів на рік: 850—1000 мм. Найпоширеніший напрям вітрів — північно-західний. Середнє число сонячних днів — 220, вегетаційний період — 136 днів.

## Населення
Згідно з переписом УРСР 1989 року чисельність наявного населення села становила 1411 осіб, з яких 696 чоловіків та 715 жінок.
За переписом населення України 2001 року в селі мешкала 1231 особа.

### Мова
Розподіл населення за рідною мовою за даними перепису 2001 року:
| Мова       | Відсоток |
| ---------- | -------- |
| українська | 99,76 %  |
| російська  | 0,16 %   |
| білоруська | 0,08 %   |

## Соціальна сфера
У селі є дільнична лікарня, яка розрахована на 20 ліжок і обслуговує 5 сіл. Тут також діють відділ невідкладної медичної допомоги, фізіотерапевтичний і стоматологічний кабінети, лабораторія.

## Церква Покрови Пресвятої Богородиці

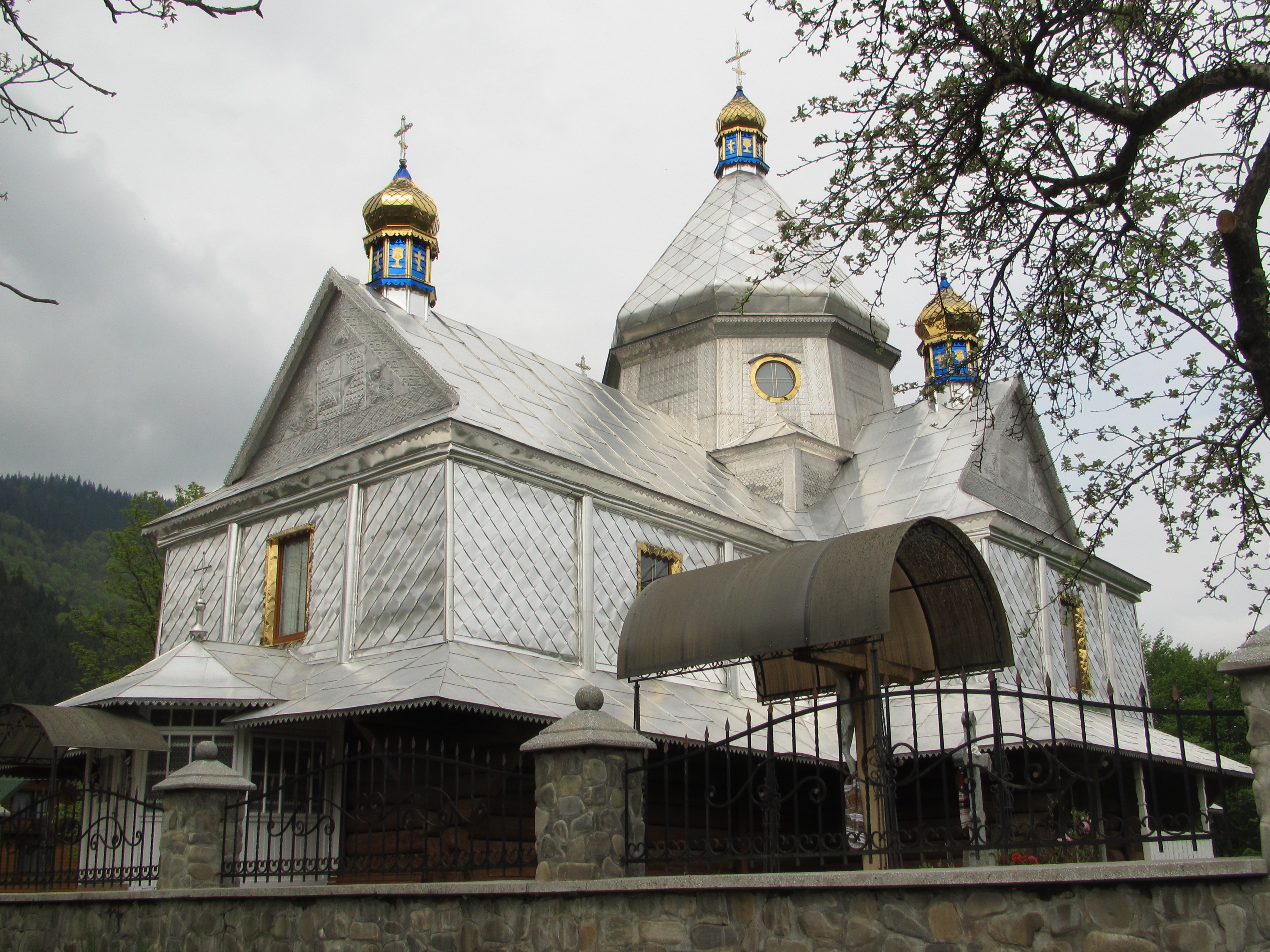
Церква Покрови Пресвятої Діви Марії

Докладніше: Церква Покрови Пресвятої Богородиці (Білоберізка)
Дерев'яна церква в селі Білоберізка вперше згадана в середині XVII століття. Вона ж позначена на карті 1783 року. Замість неї в кінці XVIII століття збудували нову церкву, також з дерева. Вона згоріла 1822 року. Нову дерев'яну церкву громада збудувала у 1839 році. Тільки через двадцять років церкву посвятили. За цей проміжок часу виготовляли іконостас і проводили розписи у святині.
Ремонтована всередині наприкінці 1980-х років, незабаром ремонтована зовні. У 2010 році святкували 170-ліття церкви з часу будівництва церкви (від 1840 року). Сьогодні церква в користуванні православної громади (ПЦУ). Належить до пам'яток архітектури національного значення (охоронний № 1142-Н).
Розташована в центральній частині села, при сільській дорозі, напроти забудови, на ділянці з невеликим ухилом. Прицерковну територію частково оточує кам'яний мур. Хрещата в плані одноверха святиня, у якій до вівтаря з півночі та півдня прибудовані ризниці, а до бабинця з заходу — засклений п'ятибічний ґанок. Бічний вхід — з півдня до нави. Церкву оточує широке піддашшя.
Під опасанням стіни з відкритого зрубу, над опасанням оббиті новою блискучою бляхою. Вікна у стінах надопасання замінили пластиковими. На північний захід від церкви, у кутку церковного подвір'я, стоїть дерев'яна двоярусна дзвіниця. Перший ярус оббитий фальшбрусом, другий — бляхою.

## Відомі люди

### Народилися
- Володимир Кобринський (1873—1958) — засновник музею Гуцульщини і Покуття в Коломиї;
- Шлемкевич Богдан Васильович (1993—2014) — військовий, загинув при виконанні бойових обов'язків, під час АТО.

### Мешкають
- 90-річний сліпий казкар П. Шлимкевич (Худишин), який є носієм гуцульського фольклору;
- автор ряду поетичних збірок — Орест Князький;
- відома на Гуцульщині родина Ї. Минайлюка (Шкапа) та його синів — Петра і Семена — скрипалів, композиторів гуцульських мелодій.

### Працювали
- Дудидра Марія Іванівна — український педагог, бібліотекознавець, бібліограф, культурний діяч. Народилася 28.02.1950 р. у с. Бистрець Верховинського району Івано-Франківської області. Закінчила Верховинську ЗОШ І—III ступенів (1966), філологічне відділення Івано-Франківського педінституту імені Василя Стефаника (1974). Працювала у Верховинському лісокомбінаті. Впродовж 1971—2003 рр. — вчителем зарубіжної літератури і трудового навчання Білоберізької ЗОШ І-ІІІ ступенів Верховинського району, відтак — бібліотекарем відділу краєзнавства Чернівецької обласної універсальної наукової бібліотеки ім. Михайла Івасюка. Ініціатор та автор-укладач біобібліографічних покажчиків: «Лауреати літературно-мистецької премії імені Ольги Кобилянської», а також покажчиків: «Авксентій Яківчук», «Євгенія Ярошинська», «Володимир Михайловський», "Назарій Яремчук - 70- років від дня народження", "Висвіт на ниві журналістики Михайла Ревуцького (до 90-річчя від дня народження)" (у співпраці з Юхимом Гусарем). Автор серії публіцистично-краєзнавчих матеріалів у газетах: «Буковина», «Буковинське віче», «Відродження». «Захід», «Версії», «Вижницькі обрії». Нагороджена Грамотою Міносвіти України, нагрудним знаком «Відмінник освіти». Лауреат Міжнародної літературно-мистецької премії імені Ольги Кобилянської та літературної премії імені Івана Бажанського; ювілейна відзнака з нагоди відродження Чернівецько-Буковинської єпархії Помісної Церкви України — медаль «30 років Чернівецько-Буковинської єпархії».

## Галерея

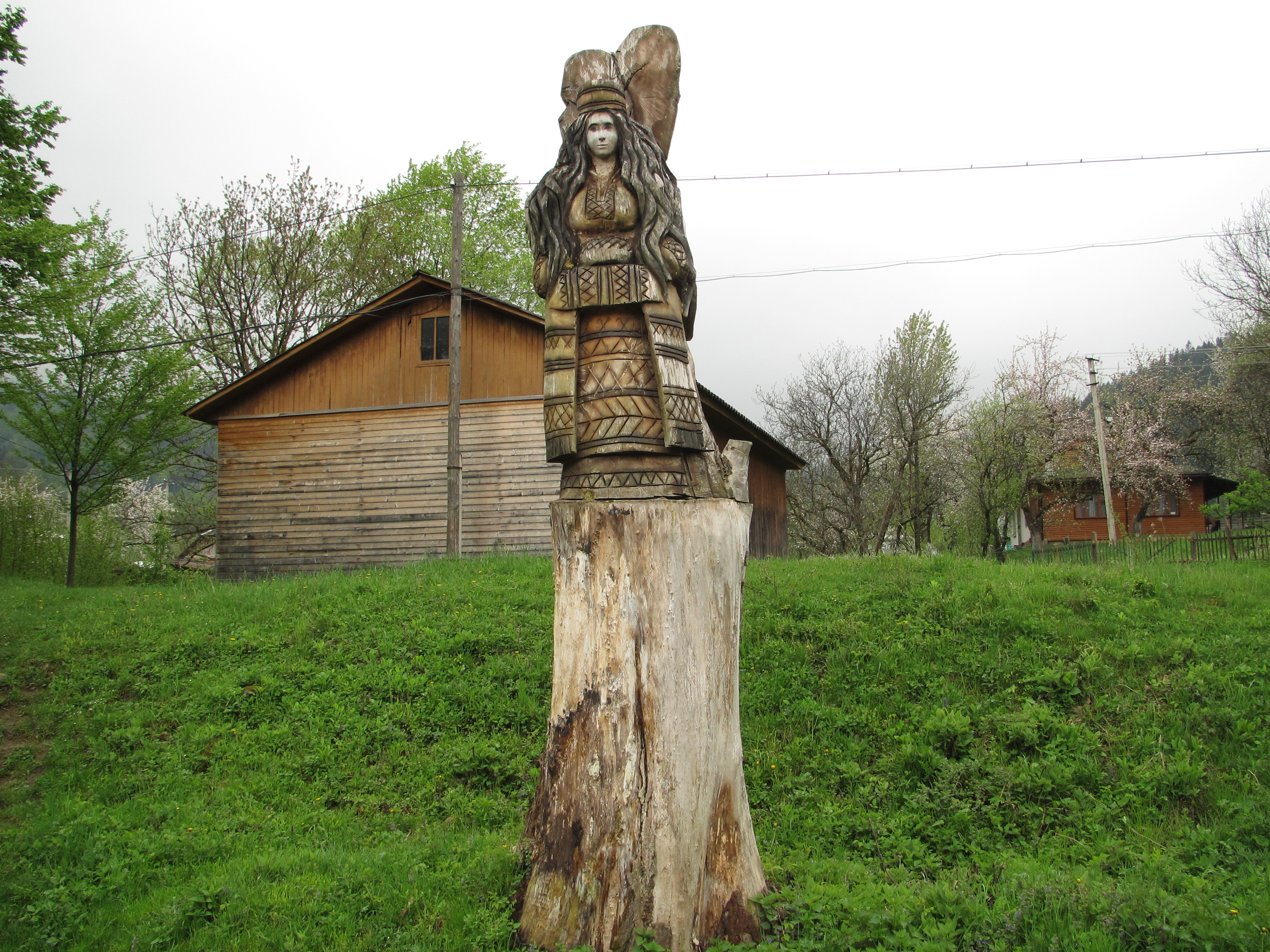
Вирізьблена фігурка
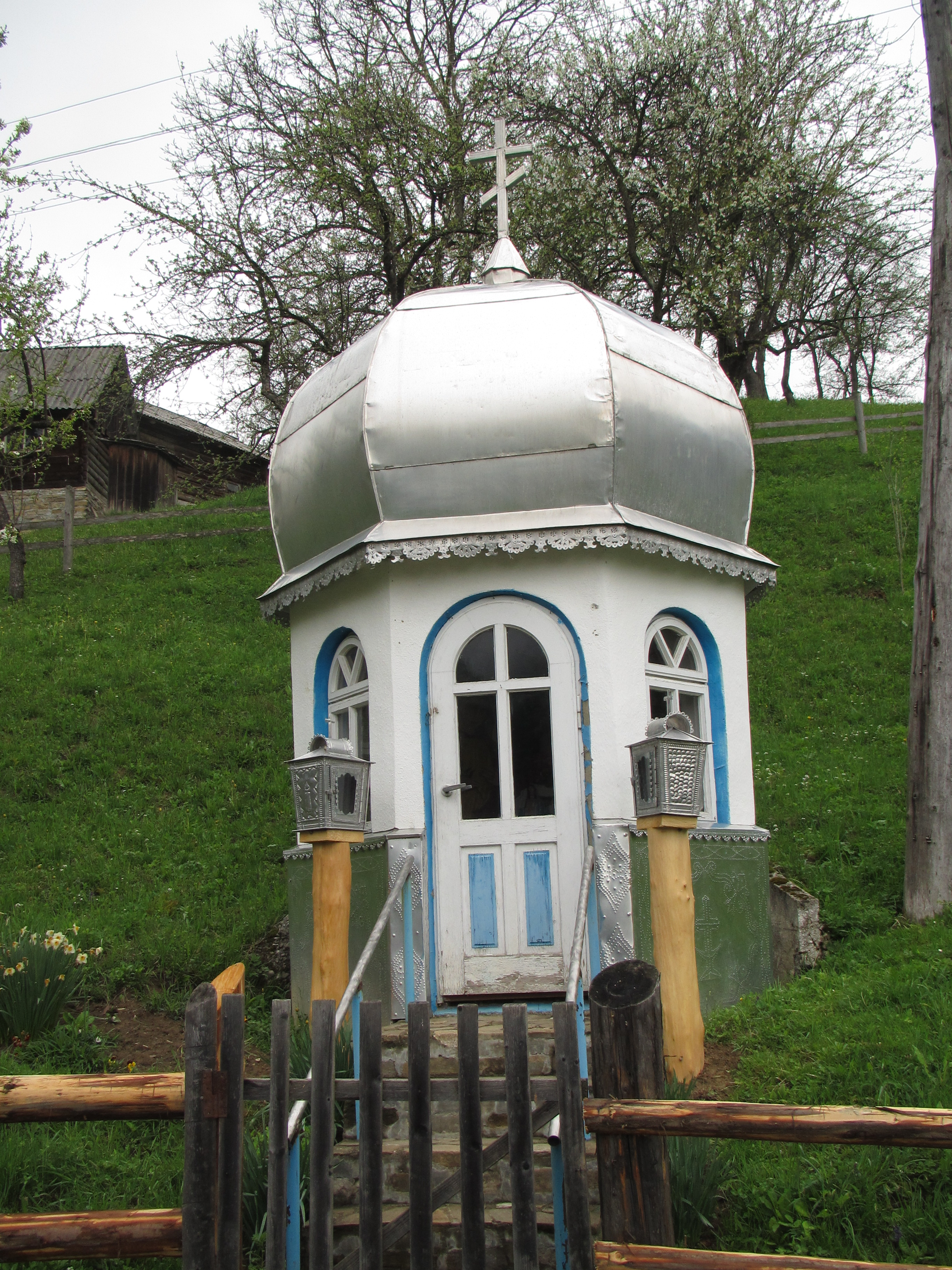
Капличка
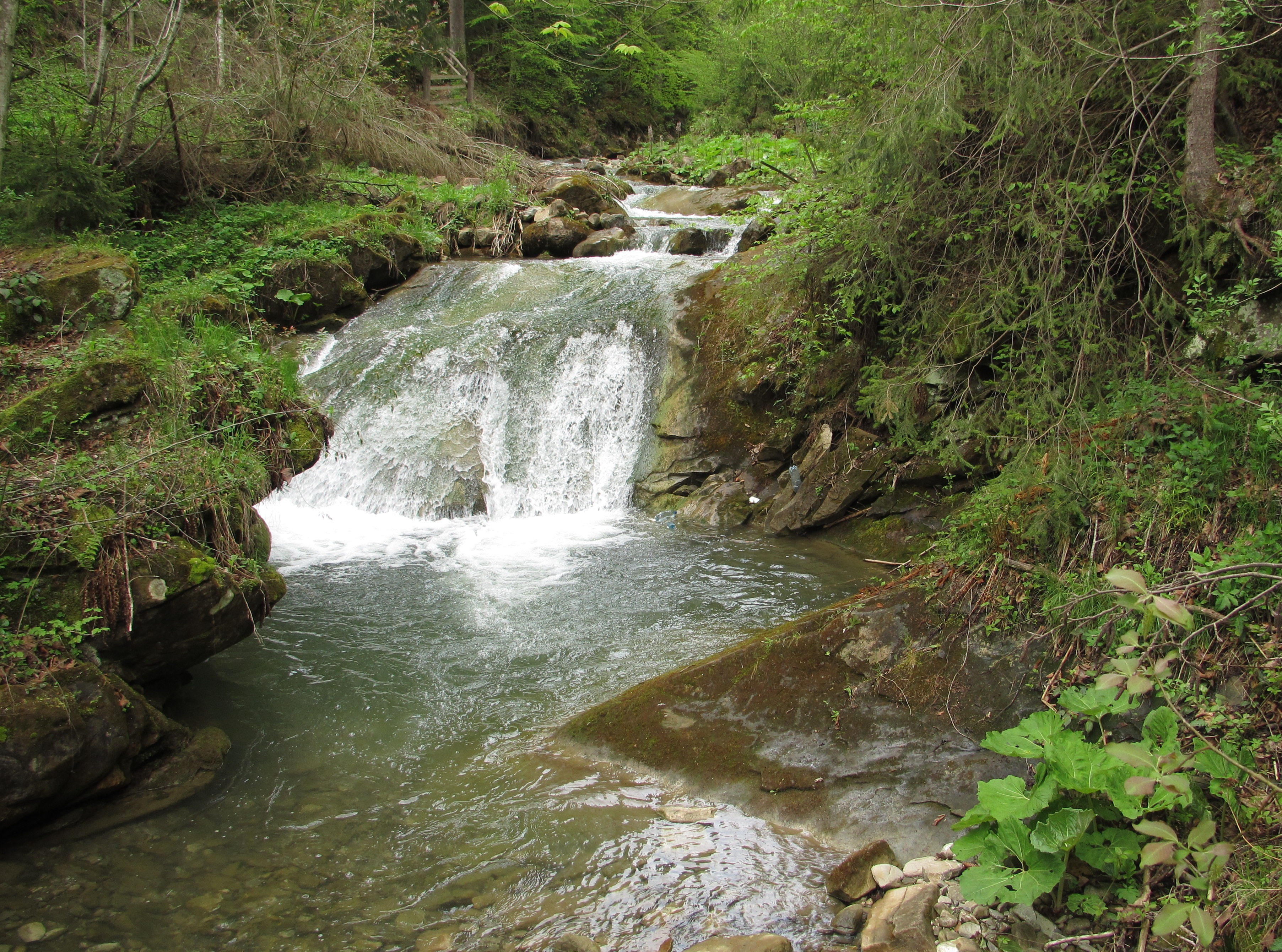
Водоспад Млинський
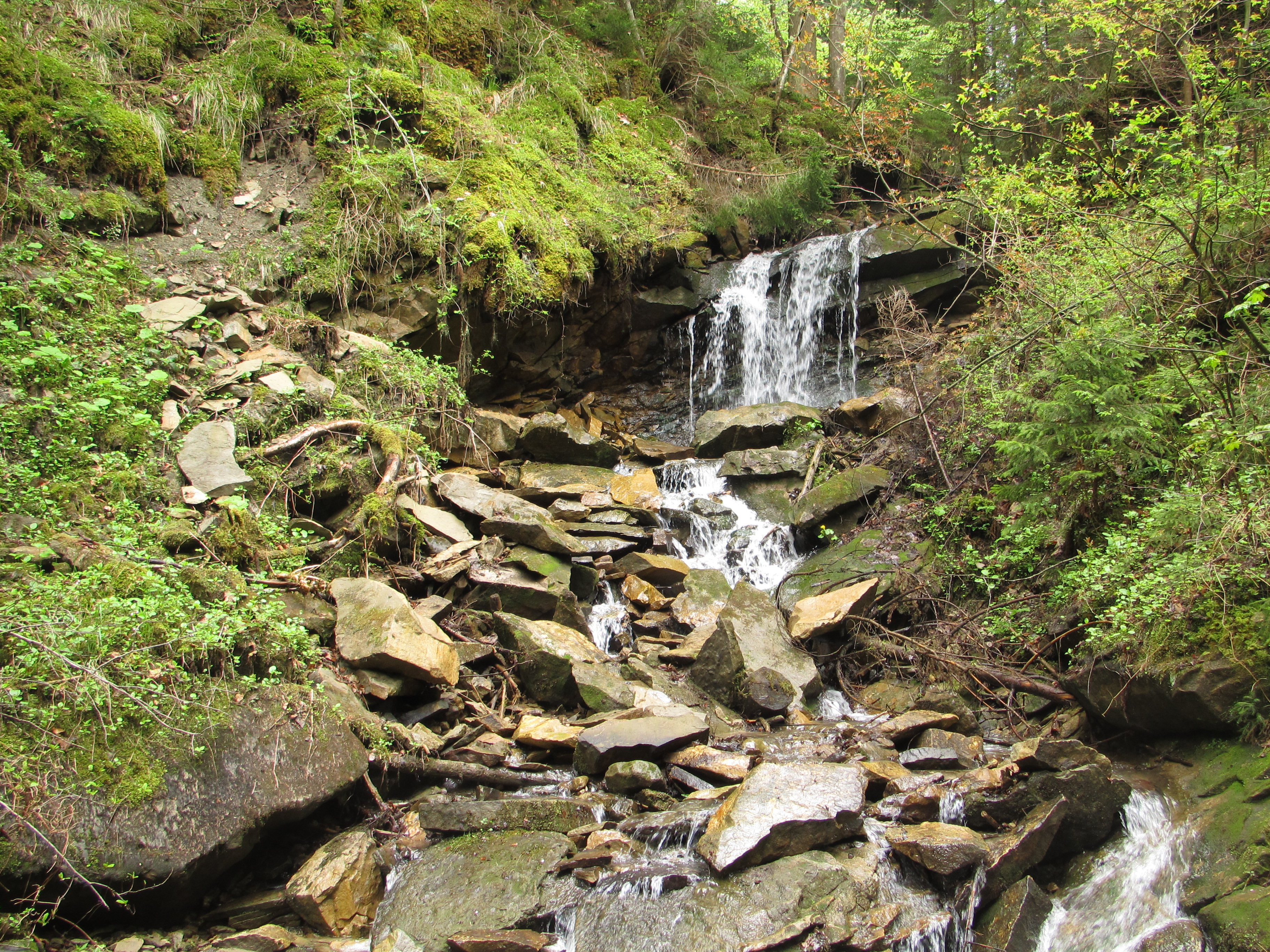
Водоспад Ціви
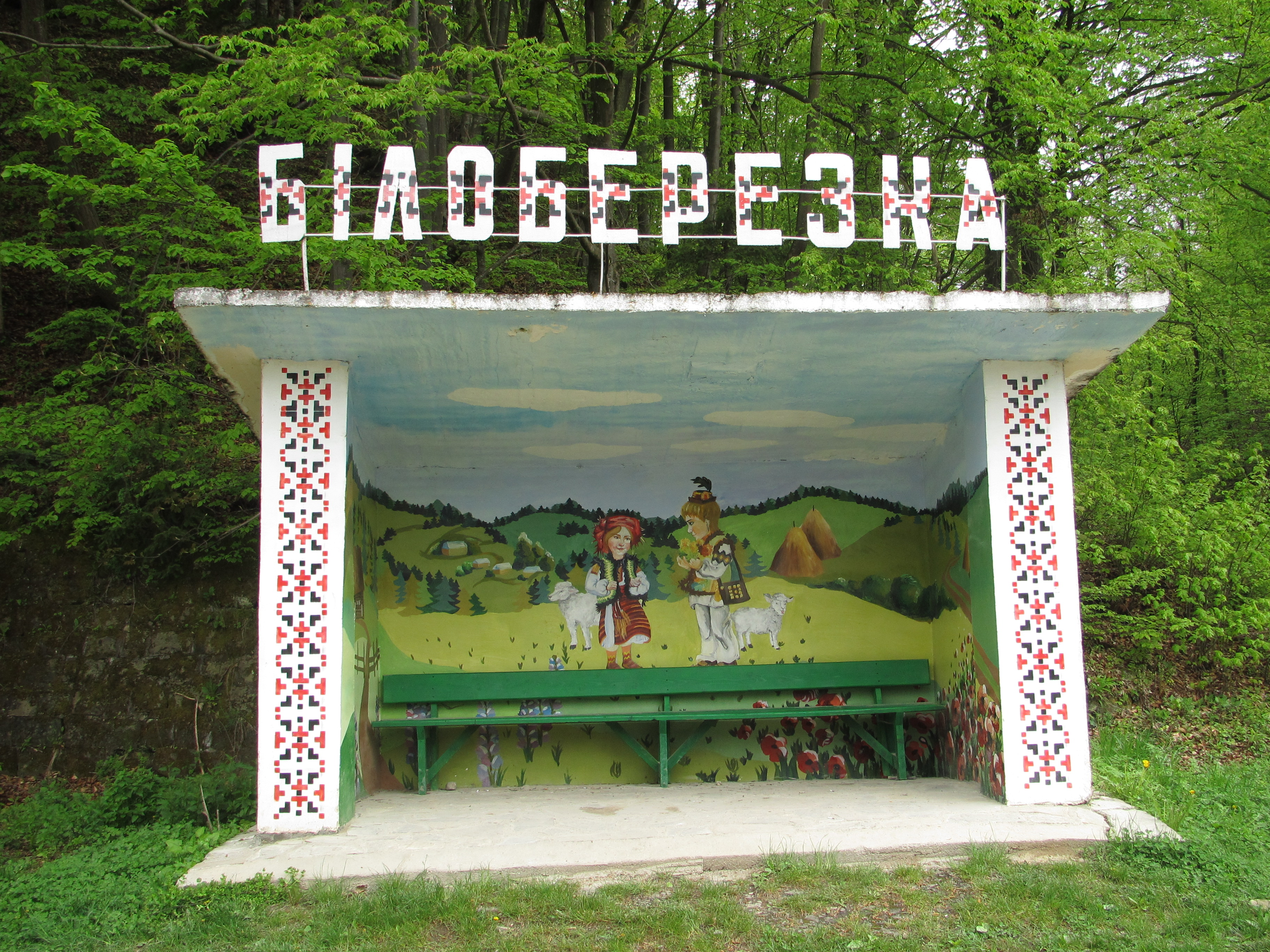
Зупинка